# Refuse/Resist
"Refuse/Resist" é o quarto single da banda brasileira de heavy metal Sepultura, foi lançada em 1993 e também está presente no álbum Chaos A.D., cujo também foi lançado em 1993.

## Contexto
Max Cavalera afirma ter sido inspirado para compor a música depois de ver a frase "Protesta e sobreviver/Recusar e resistir " em um jaqueta de couro de um homem na metropolitano de nova iorque.

## Listas
Foi colocando na posição 26 na lista "40 melhores musicas de metal" feito pelo canal VH1.